# أدولفو زوميلزو
أدولفو بيرنابي زوميلزو (بالإسبانية: Adolfo Zumelzú) (5 يناير 1902 – 29 مارس 1973) لاعب كرة قدم أرجنتيني راحل .
مثل زوميلزو منتخب الأرجنتين في بطولة كأس أمريكا الجنوبية مرتين في 1927  و1929  وقد ساهم في التتويج بهما .
كما شارك زوميلزو في بطولة كأس العالم لكرة القدم 1930  حيث احتل منتخب الأرجنتين المركز الثاني خلف المستضيف منتخب الأوروغواي وأيضا استطاع تسجيل هدفين في البطولة . كما سبق له اللعب في دورة الألعاب الأولمبية 1928 التي أقيمت في العاصمة الهولندية أمستردام وخسر المباراة النهائية من منتخب الأوروغواي .
على مستوى الأندية لعب زوميلزو في نادي تيغري ثم سبورتيفو باليرمو في الأرجنتين .

## روابط خارجية
- أدولفو زوميلزو على موقع الاتحاد الدولي (مؤرشف)  (الإنجليزية)
- أدولفو زوميلزو على موقع قاعدة بيانات كرة القدم.إي يو (الإنجليزية)
- أدولفو زوميلزو على موقع ناشيونال فوتبول تيمز (الإنجليزية)
- أدولفو زوميلزو على موقع أوليمبيديا (الإنجليزية)